# Alan (wieś)
Alan – wieś w Chorwacji, w żupanii licko-seńskiej, w mieście Senj. W 2011 roku liczyła 17 mieszkańców.